# Zungoli
Zungoli è un comune italiano di 910 abitanti della provincia di Avellino in Campania.
Caratteristico è il suo centro storico medievale dominato dal Castello normanno ed immerso in un vasto scenario naturale e rurale.

## Geografia fisica
Zungoli si trova a 657 m s.l.m. e si estende su una superficie di 19,13 km².  Collocato a destra del torrente Vallone, il borgo sorge su un piccolo colle di formazione tufacea, fronteggiando il Monte Molara.  Si tratta di un tipico borgo irpino, il cui centro storico è attraversato da viuzze acciottolate, che spesso si arrampicano lungo il costone della collina in forma di scalinate di pietra.
Il territorio comunale è solcato dal regio tratturo Pescasseroli-Candela, un'antica via della transumanza che in questo tratto corre lungo la linea spartiacque appenninica.

## Origini del nome
Piuttosto incerta è l'origine del nome: lo si attribuisce tradizionalmente a un condottiero normanno, tale Leander Juncolo o Curolo, che sfruttò la posizione strategica per costruire un castello detto Castrum Curoli. Altri associano invece il toponimo al greco Tsungos, cognome che era attecchito anche in Lucania nella forma Zungolo.

## Storia

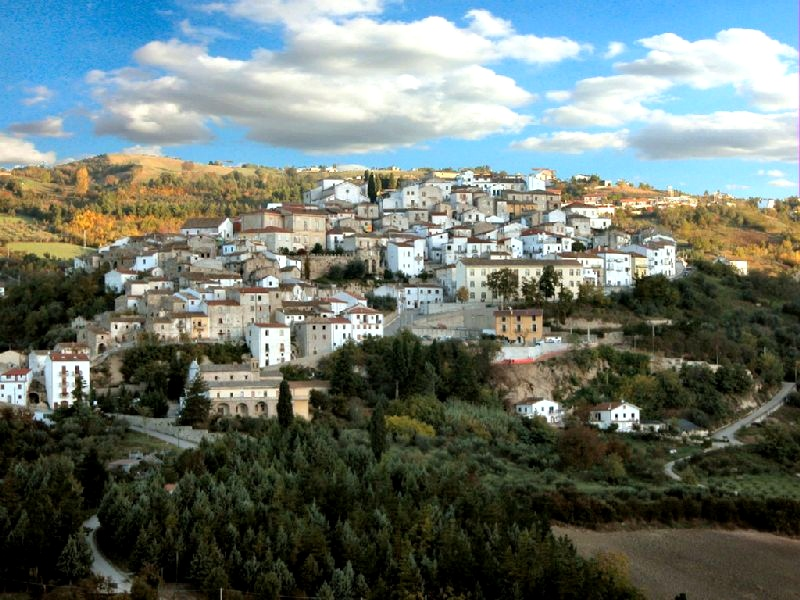
Panorama

Oltre a reperti risalenti all'età eneolitica, sono stati dissotterrati nel territorio manufatti di origine romana, fra i quali monete e cippi funerari e militari. Nella zona dell'odierna Zungoli, infatti, la via Herculia, ristrutturata da Marco Aurelio, metteva in comunicazione la via Traiana e la via Appia. Infatti a Zungoli era molto venerato san Cesario di Terracina, il santo tutelare degli imperatori romani; un culto che nacque e si sviluppò sulla via Appia. San Cesario era invocato contro le inondazione del torrente Vallone, nel ricordo della modalità di esecuzione del suo martirio (fu chiuso in un sacco e gettato nel mare).
Zungoli viene citato nel Duecento in relazione alla costruzione della fortezza. Il feudo, possesso degli Angioini, venne ceduto da Carlo I d'Angiò a Enrico di Valmontone. Poi il possedimento passò nelle mani dei de Gianvilla che lo conservarono fino al 1331. In quella data Filippo Siginulfo ne venne in possesso a seguito della morte della moglie Erarda de Gianvilla, e successivamente il feudo divenne proprietà di Raimondo del Balzo e poi dei suoi successori. Dal Cinquecento in avanti, dopo la parentesi di Consalvo da Cordova, la tenuta fu patrimonio di Francesco Loffredo e degli eredi fino all'abolizione della feudalità nel 1806.
Salvatore Susanna, primo cittadino di Zungoli ai tempi delle rivolte del 1820-21, dopo essere stato rimosso dall'incarico di capitano delle milizie venne esiliato nello Stato Pontificio perché sospettato di un ruolo attivo nei moti, e solo nel 1830 reintegrato nelle cariche da Ferdinando II, neosovrano del Regno delle Due Sicilie.

### Simboli
Lo stemma comunale si può blasonare: di azzurro, al castello d'oro, murato di nero, merlato alla guelfa, le due torri ognuna di tre, il fastigio di cinque, esso castello finestrato di cinque, di rosso, una finestra rotonda nel corpo del castello, due nelle torri con arco a tutto sesto, chiuso di rosso, fondato sulla campagna di verde e accompagnato in capo da due lettera CC d'oro intrecciate tra loro.
Il castello rappresenta in forma stilizzata quello normanno effettivamente esistente ed elemento caratteristico del paese. Il monogramma indica l'antico nome Castrum Curoli.
Il gonfalone è un drappo di azzurro.

## Monumenti e luoghi d'interesse

### Castello

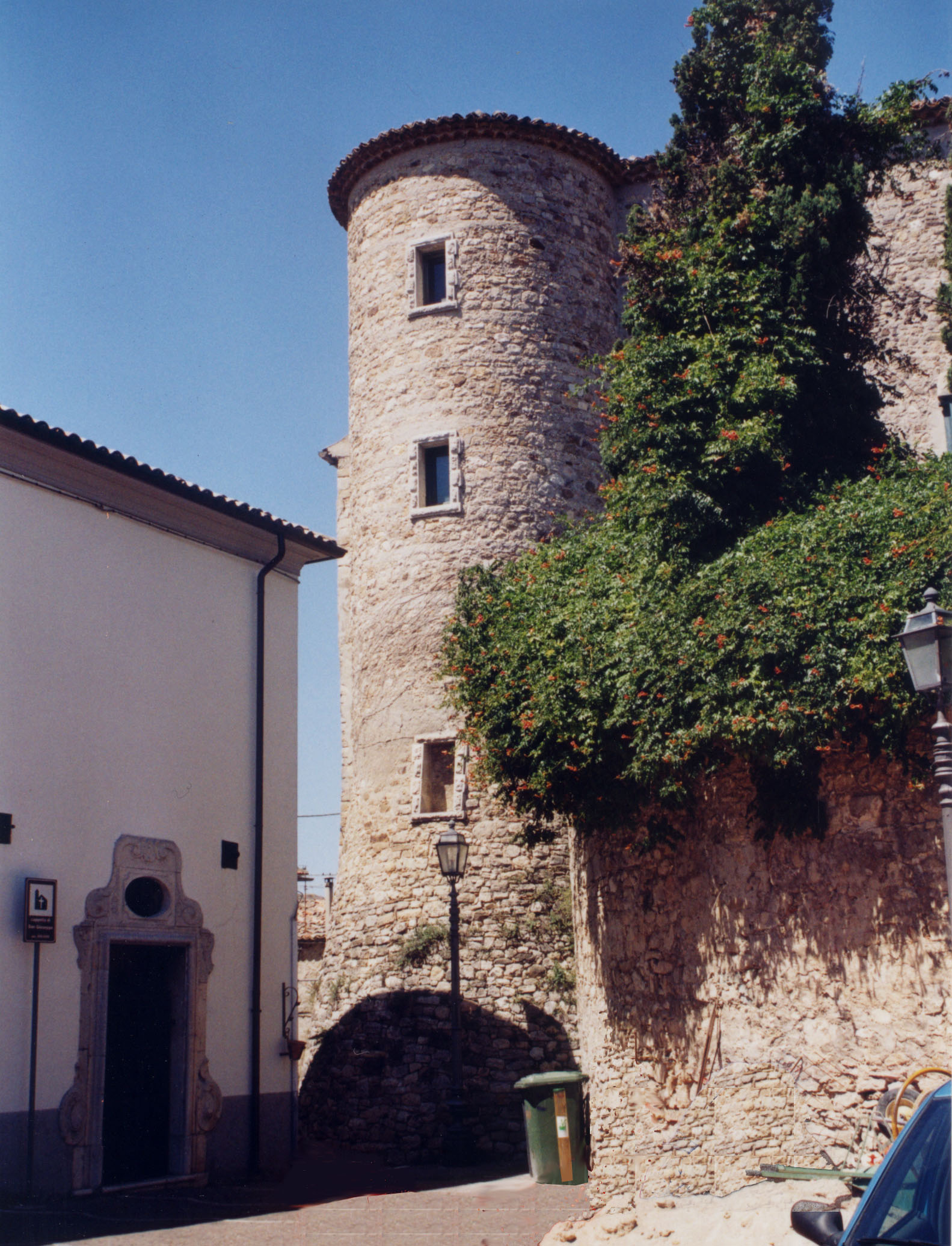
Torre del castello di Zungoli

Risalgono presumibilmente all'XI secolo le origini della fortezza, edificata con il proposito di difendere l'area dalle incursioni bizantine. In origine, il castello era fornito di quattro torri cilindriche poste agli angoli, ma ne rimangono solo tre perché una venne distrutta da un forte terremoto nel 1456. La facciata dell'edificio è possente, lunga 30 metri e alta 14; nel tempo la costruzione è andata soggetta a mutamenti con lo scopo di trasformarla in abitazione civile, e oggi è abitata dai marchesi Susanna di Sant'Eligio.

### Convento di San Francesco

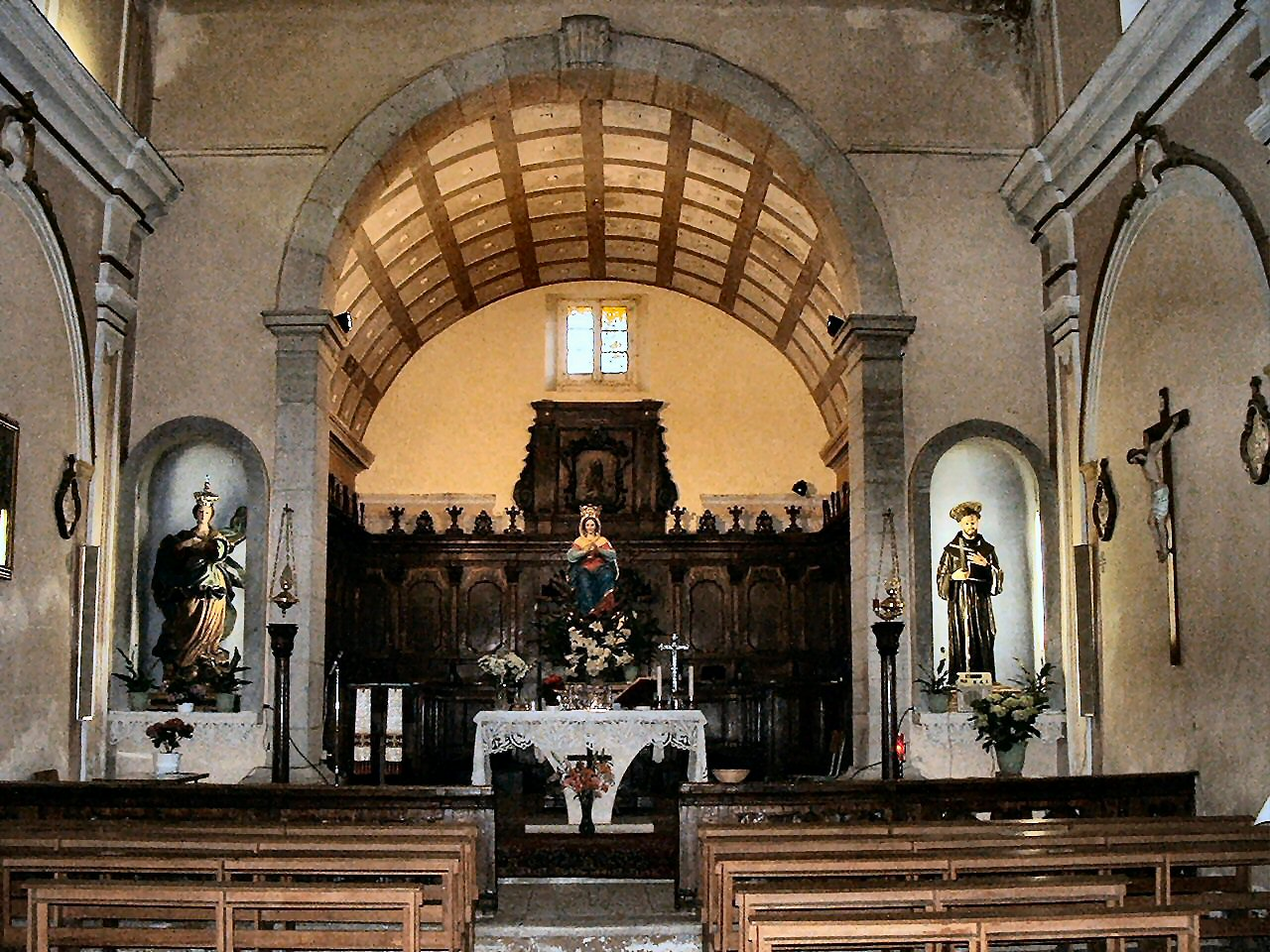
Il Convento di San Francesco

Il Convento di San Francesco dei Frati minori riformati sorge sul luogo in cui in origine si trovava la Chiesa di San Cataldo. La costruzione venne irreparabilmente devastata dal sisma del 1456 e perciò si avviò all'abbandono, pur essendo richiamata in atti ufficiali fino al 1794. A metà del Cinquecento, attorno alla chiesetta venne costruito il Convento, ricostruito dopo il terremoto del 1703. Un altro sisma colpì il complesso nel 1930, e questo diede l'opportunità di ricostruire e ingrandire il convento, che oggi si articola su due livelli: il piano inferiore, dove sono collocati i laboratori in cui si lavora la lana, il refettorio, la cucina e le cantine; e quello superiore che ospita le celle dei frati. Della precedente costruzione si conservano diverse parti: l'ingresso con un affresco che rappresenta la Vergine del Monte Carmelo e gli affreschi del Cinquecento e Seicento nei locali di nord ovest. Appartengono all'edificio semidistrutto anche il coro ligneo, un riquadro in cui è dipinta la Madonna e una statua lignea della Vergine di epoca barocca, assieme a un dipinto su tela di scuola barocca napoletana che raffigura San Francesco.

### Centro storico

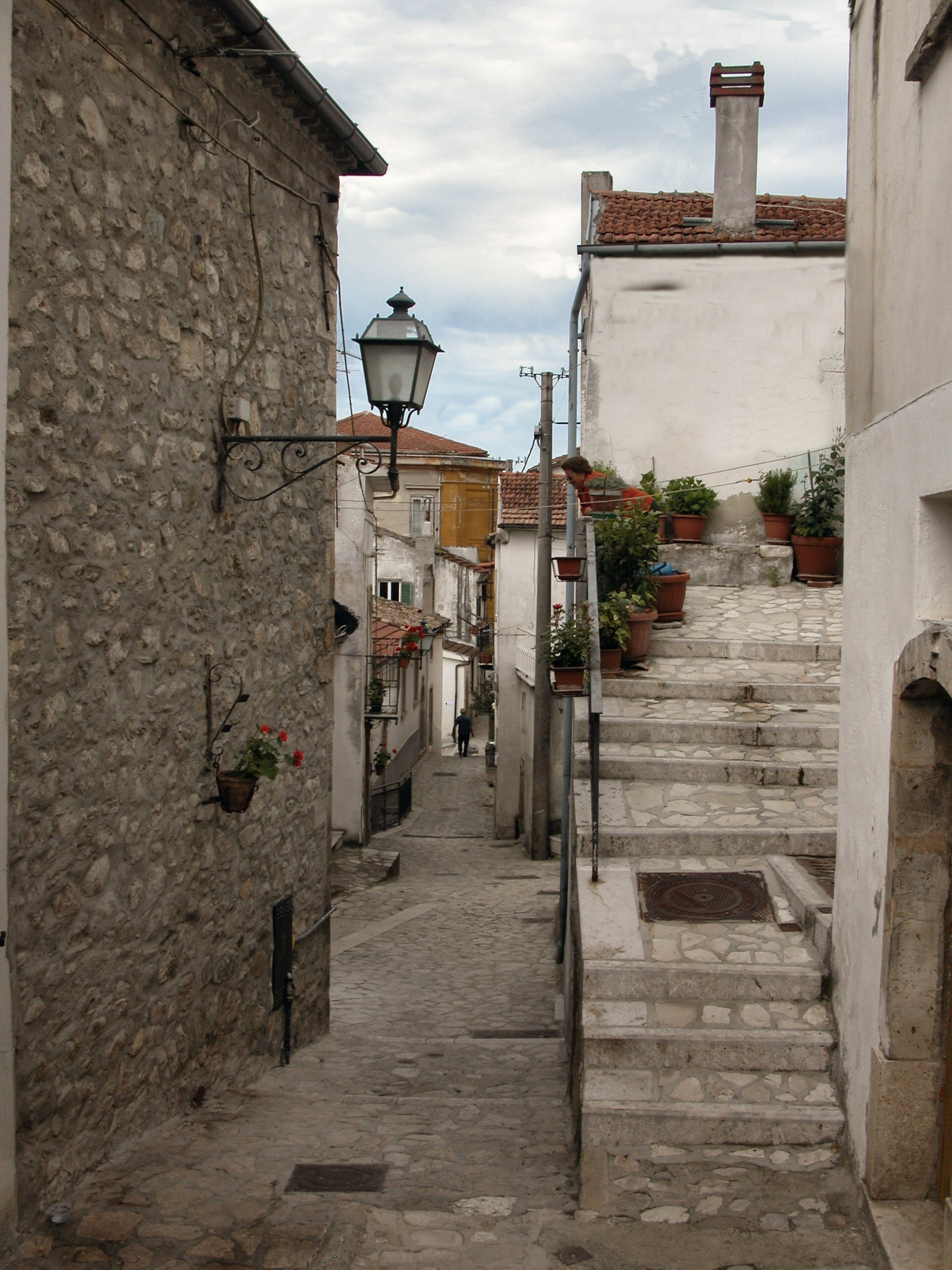
Vicoli di Zungoli

Chiese e palazzi nobiliari sono disseminati nel centro della cittadina. La chiesa madre di Santa Maria Assunta, ricostruita dopo il sisma del 1930, conserva dipinti, statue lignee e una fonte battesimale; la chiesa di San Nicola custodisce un organo e cinque quadri ospitati dal 1962, anno di un altro sommovimento tellurico; la chiesa di Santa Maria di Costantinopoli, abbandonata dai Padri Servi di Maria a seguito della peste del 1656, fu recuperata in seguito e ora conserva una statua della Madonna di Costantinopoli. Sono presenti i palazzi Annicchiarico Petruzzelli, Jannuzzi e Caputi. Nei paraggi si trovano le due cappelle di San Francesco di Paola e di Sant'Antonio da Padova, e due torri, la Torre li Pizzi risalente al periodo normanno e la Torre delle Ciàvole, che ricorre in cupi racconti popolari. L'edificio più importante è comunque il Castello. Tale edificio è il risultato di più interventi succedutisi nel tempo, i cui segni più evidenti risalgono al Quattrocento, come i torrioni d'angolo voluti e realizzati verosimilmente durante la signoria di Pirro del Balzo.

## Società

### Evoluzione demografica
Abitanti censiti

### Religione
Il territorio è interamente compreso nella forania di Ariano della diocesi di Ariano Irpino-Lacedonia.

## Cultura
Il comune fa parte dell'Associazione Europea delle Vie Francigene nonché del circuito dei Borghi più belli d'Italia, fregiandosi inoltre della bandiera arancione del Touring Club Italiano.

## Economia
Le più importanti attività economiche locali sono legate all'agricoltura e all'artigianato, in particolare nei settori della lavorazione del legno e dei latticini.
Un certo rilievo conserva anche l'olivicoltura, poiché il territorio comunale è compreso nell'area di produzione dell'olio extravergine DOP Irpinia - Colline dell'Ufita, derivante dalla pregiata cultivar Ravece.

## Infrastrutture e trasporti

### Strade
La principale via d'accesso al borgo è la strada provinciale 63 che si dirama dalla SP 11 (tra Ariano Irpino e Villanova del Battista) fino al centro abitato di Zungoli, per un'estesa di 4,962 km.

### Mobilità
Nei giorni lavorativi le autolinee AIR effettuano collegamenti giornalieri con Ariano Irpino, distante circa 16 km.

## Amministrazione

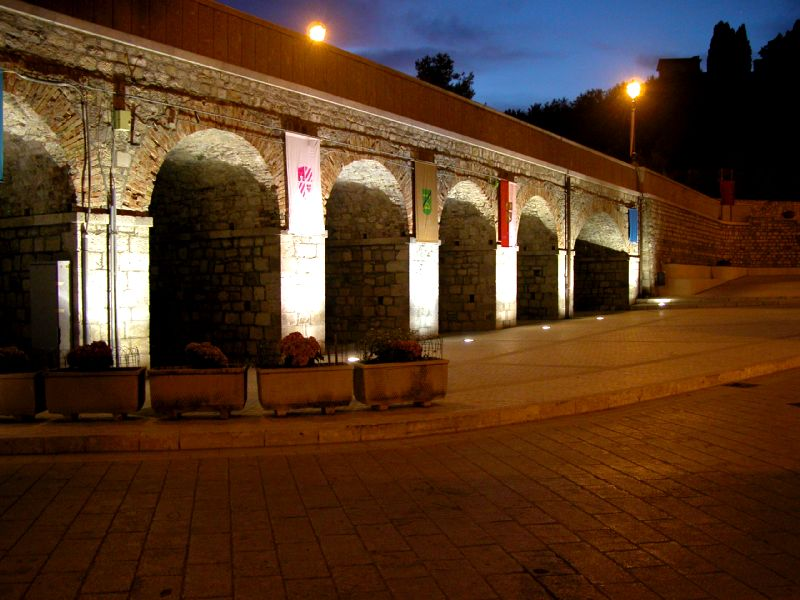
Ponte di accesso all'abitato

### Altre informazioni amministrative
Il comune fa parte della Comunità montana dell'Ufita.